# Zec D'Iberville
Pour les articles homonymes, voir Iberville.
La zec D'Iberville est une zone d'exploitation contrôlée (zec) située dans la municipalité de Longue-Rive, dans la municipalité régionale de comté (MRC) La Haute-Côte-Nord, dans la région administrative de la Côte-Nord, au Québec, au Canada.

## Histoire
L'Association Chasse & Pêche du Canton Iberville inc. a été constituée le 23 février 1978 sous la dénomination de "Association Chasse & Pêche de Sault-au-Mouton". La nouvelle dénomination qui prévaut encore aujourd'hui, a été adoptée le 15 janvier 1990. La zone d'exploitation contrôlée (zec) D'Iberville a été établie le 17 juin 1978. Le poste d'accueil a été construit en 1981; auparavant, la zec utilisait une roulotte pour desservir sa clientèle.

## Géographie
La zec d'Iberville a une superficie de 438 km2 sur la rive nord du fleuve Saint-Laurent. Elle est située entre la rivière des Escoumins et la rivière des Cèdres (rivière Portneuf) (sans jamais atteindre les rives de ces rivières). Son territoire comprend 239 lacs situés en milieu forestiers, dont 186 sont exploités pour la pêche sportive. Les principales rivières de la zec sont: des Cèdres, aux Castors, Sault au Mouton, Truchon et le ruisseau des Cèdres. Les principaux lacs sont: Louis-Boucher, Romaine et Petite Romaine.
La zec compte 65 km de route carrossable. Un terrain de camping sauvage et un terrain de camping offrant l'eau courante et un service sanitaire sont situés respectivement à 5 km et à 30 km du poste d'accueil. Pour atteindre le poste d'accueil de la zec, les visiteurs suivent le chemin forestier de Longue-Rive. Au poste d'accueil qui est situé à environ 5 km en forêt, les visiteurs peuvent se procurer un permis de chasse ou de pêche et la carte de la zec.
Cette zec est populaire pour le canot-camping, la randonnée pédestre, le camping rustique, la chasse et la pêche.

## Chasse et pêche
Les lacs de la zec foisonnent de l'omble de fontaine et l'anguille d'Amérique. Toutes les rivières sont accessibles à la pêche sportive.
La zec est dotée de plusieurs sentiers pédestres et aussi de sentiers secondaires de VTT.
Les amateurs de canotage peuvent utiliser une descente de canot camping sur la rivière du Sault au Mouton. La zec compte deux descentes de rivière sur son territoire, dont l'une en canot-camping.
La cueillette de petits fruits sauvages tels les bleuets, les framboises et les petites fraises est possible un peu partout sur le territoire.
La zec fait partie de la zone de chasse 18 du Québec. Certaines espèces de gibier sont contingentées notamment selon les périodes, le type d'engin de chasse ou le sexe des bêtes (incluant les veaux): l'orignal, l'ours noirs, le lièvre, la gélinotte et le tétras.

## Toponymie
Le toponyme "zec D'Iberville" a été officialisé le 5 août 1982 à la Banque des noms de lieux de la Commission de toponymie du Québec.